# Satz von Mergelyan
Der Satz von Mergelyan, benannt nach dem armenischen Mathematiker S. N. Mergelyan, ist ein Satz aus der Approximationstheorie über Approximation durch Polynome, er verallgemeinert gleichzeitig den Approximationssatz von Weierstraß und den Satz von Runge.

## Formulierung des Satzes
- Sei {\displaystyle K\subset \mathbb {C} } kompakt und {\displaystyle A(K)} die uniforme Algebra aller stetigen Funktionen, die in {\displaystyle \mathrm {int} \,K}, dem Inneren von {\displaystyle K}, holomorph sind. Wenn das Komplement {\displaystyle \mathbb {C} \setminus K} keine beschränkten Zusammenhangskomponenten hat, dann kann jede Funktion aus {\displaystyle A(K)} gleichmäßig durch Polynome approximiert werden.[1][2]

## Bemerkungen
Die beschränkten Zusammenhangskomponenten von {\displaystyle \mathbb {C} \setminus K} nennt man auch Löcher. Ist also {\displaystyle K} kompakt ohne Löcher, so liegen die Polynome nach obigem Satz dicht in {\displaystyle A(K)}.
Hat {\displaystyle K} kein Inneres, so ist {\displaystyle A(K)=C(K)} die Algebra der stetigen Funktionen auf {\displaystyle K}. Daher folgt:  Ist {\displaystyle K} kompakt ohne Löcher und ist {\displaystyle \mathrm {int} \,K=\emptyset }, so liegen die Polynome dicht in {\displaystyle C(K)}. Ein beschränktes abgeschlossenes Intervall ist ein Beispiel für ein solches {\displaystyle K}, und damit erhält man den klassischen weierstraßschen Approximationssatz.
Der Satz von Runge, der die Approximation von holomorphen Funktionen, die in einer Umgebung von {\displaystyle K} (kompakt ohne Löcher) definiert sind, durch Polynome behauptet, ist eine unmittelbare Folgerung aus dem Satz von Mergelyan, denn die Einschränkungen solcher Funktionen auf {\displaystyle K} sind offenbar in {\displaystyle A(K)}. Auch die Version des rungeschen Satzes über die kompakt gleichmäßige Approximation holomorpher Funktionen auf offenen Mengen ohne Löcher durch Polynome kann leicht abgeleitet werden, indem man die offene Menge durch eine geeignete Folge kompakter Teilmengen ausschöpft.

## Verallgemeinerung auf riemannsche Flächen
Für eine Verallgemeinerung auf riemannsche Flächen stellt sich zunächst das Problem, dass man dort nicht von Polynomen sprechen kann. Ersetzt man aber in obigem Satz von Mergelyan die Polynome durch ganze Funktionen, so erhält man eine äquivalente Formierung, da Polynome ganz sind und umgekehrt ganze Funktionen kompakt gleichmäßig durch ihre Taylor-Polynome approximiert werden. Den ganzen Funktionen auf {\displaystyle \mathbb {C} } entsprechen die holomorphen Funktionen auf einer riemannschen Fläche {\displaystyle X}.
In dieser Form ist E. Bishop die folgende Verallgemeinerung gelungen, die man auch als Satz von Mergelyan-Bishop bezeichnet.
- Sei {\displaystyle X} eine nicht-kompakte riemannsche Fläche und {\displaystyle K\subset X} kompakt ohne Löcher. Dann kann jede Funktion aus {\displaystyle A(K)} gleichmäßig durch holomorphe Funktionen {\displaystyle X\rightarrow \mathbb {C} } approximiert werden.

Auf einer kompakten riemannschen Fläche kann solch ein Satz natürlich nicht bestehen, da auf ihr alle holomorphen Funktionen konstant sind.